# Wyrabianie ciasta
Uzasadnienie: Poparcie integracji tego i Zarabianie ciasta w Wikipedia:Kawiarenka/Artykuły#Zarabianie_ciasta_i_interwiki, podobne terminy, wystarczy opisanie tego w sekcji hasła głównego

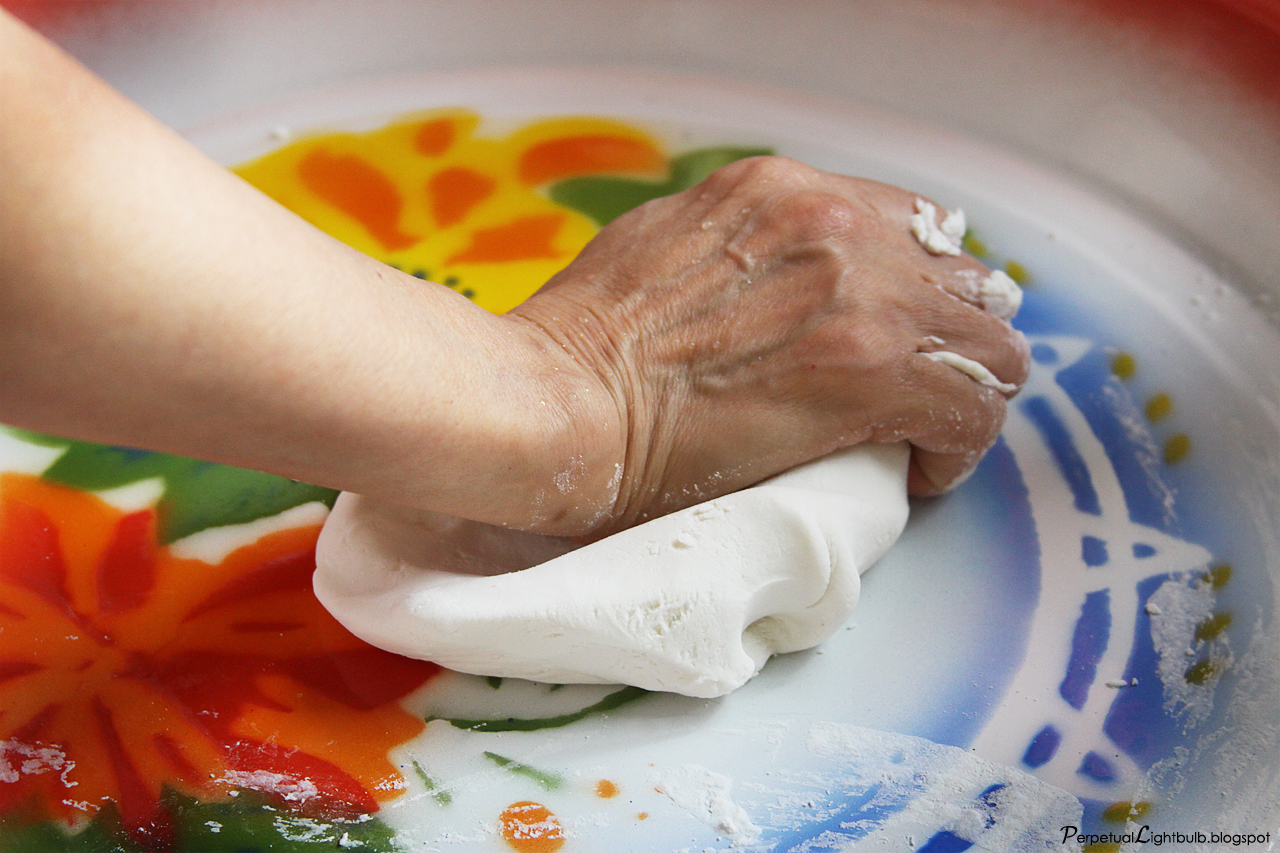
Wyrabianie ciasta

Wyrabianie − druga część procesu przygotowywania ciast, po ich zarobieniu.
Wyrabianie ma na celu zlepienie wszystkich składników ciasta w jednolitą masę oraz wpompowanie w nią dużej ilości powietrza. Ilość wprowadzonego powietrza ma wpływ na pulchność ciasta, a także jego późniejszą lekkostrawność. Podczas obróbki cieplnej powietrze wprowadzone do masy rozpręża się, zwiększa jej objętość i porowatość oraz wspomaga rośnięcie. Na proces tworzenia się ciasta wpływ mają gluten i skrobia. Czas wyrabiania ciast ma decydujący wpływ na jakość produktu finalnego. Przy zbyt krótkim wyrabianiu nie zostanie osiągnięta właściwa struktura glutenu, a liczba pęcherzyków powietrza zawartych w cieście będzie zbyt mała. Nazbyt długie wyrabianie doprowadzi natomiast do zniszczenia struktury ciasta, pozrywania siatki glutenowej, uchodzenia powietrza i ostatecznego rzednięcia ciasta. Oznaką prawidłowego wyrobienia jest lśniąca powierzchnia, jednolita gęstość, a także brak smug i grudek.